# Hesperis bottae
Hesperis bottae är en korsblommig växtart som beskrevs av Eugène Pierre Nicolas Fournier. Hesperis bottae ingår i släktet hesperisar, och familjen korsblommiga växter. Inga underarter finns listade i Catalogue of Life.